# جريمة قتل هوليوودية
جريمة قتل هوليوودية (بالإنجليزية: Hollywood Homicide)‏ فيلم أكشن كوميدي أمريكي صدر عام 2003، من إخراج رون شيلتون وتأليف شيلتون و روبرت سوزا، وبطولة هاريسون فورد وجوش هارتنت. الفيلم مبني على أحداث حقيقة عاشها سوزا الذي كان يعمل محقق جرائم قتل في شرطة لوس أنجلوس فرع هوليوود.

## الميزانية والإيرادات
كلف الفيلم 75 مليون دولار وحقق أرباح تقدر بـ 51.1 مليون دولار.

## روابط خارجية
- جريمة قتل هوليوودية على موقع IMDb (الإنجليزية)
- جريمة قتل هوليوودية على موقع ميتاكريتيك (الإنجليزية)
- جريمة قتل هوليوودية على موقع روتن توميتوز (الإنجليزية)
- جريمة قتل هوليوودية على موقع نتفليكس (الإنجليزية)
- جريمة قتل هوليوودية على موقع قاعدة بيانات الأفلام العربية
- جريمة قتل هوليوودية على موقع ألو سيني (الفرنسية)
- جريمة قتل هوليوودية على موقع Turner Classic Movies (الإنجليزية)
- جريمة قتل هوليوودية على موقع أول موفي (الإنجليزية)
- جريمة قتل هوليوودية على موقع بوكس أوفيس موجو (الإنجليزية)
- جريمة قتل هوليوودية على موقع فيلمافينيتي (الإسبانية)